# Ein Winternachtstraum
Ein Winternachtstraum (englischer Originaltitel: In the Bleak Midwinter, in den Vereinigten Staaten A Midwinter’s Tale) ist eine romantische, britische Filmkomödie von Kenneth Branagh aus dem Jahr 1995. Viele der Rollen in diesem Film wurden bestimmten Schauspielen auf den Leib geschrieben. Es war der erste Film, bei dem Branagh Regie führte und nicht selbst mitspielte. Der Film wurde in Schwarz-Weiß gedreht.

## Handlung
Joe Harper, ein deprimierter, arbeitsloser Schauspieler, bittet seine Agentin, Margaretta D’Arcy, ihm Geld zu leihen, damit er in seiner Heimatstadt Hope eine Weihnachtsaufführung von Shakespeares Hamlet zur Rettung einer Kirche inszenieren kann. Für die freie und experimentelle Aufführung veranstaltet er ein Vorsprechen, das eine Vielzahl von Darstellern anzieht, von denen Margaretta die meisten für verrückt hält. Am Ende besetzt Joe sechs Schauspieler, die alle mehrere Rollen im Stück übernehmen müssen: die singende Nina Raymond, den zynischen Henry Wakefield, den homosexuellen Terry Du Bois, den eitlen Tom Newman, den alkoholkranken Carnforth Greville und den ehemaligen Kinderdarsteller Vernon Spatch. Joe selbst will den Hamlet spielen und Regie führen.
Die bunte Truppe fährt in Joes klapprigem Auto zum Aufführungsort, einer Backsteinkirche, die abgerissen werden soll. Molly, Joes Schwester, erwartet sie bereits dort und schwört alle darauf ein, dass diese Kirche als letzte kulturelle Begegnungsstätte für die Menschen des Dorfes unbedingt erhalten bleiben muss. Sie ist jedoch entsetzt, dass Joe Hamlet und keine Komödie zu Weihnachten inszenieren will.
Joe eröffnet allen, dass der Veranstaltungsort gleichzeitig die Unterkunft während der Proben- und Aufführungszeit sein wird, was die Beteiligten schockiert. Sie treffen auf die Kostüm- und Bühnenbildnerin, die New-Age-Designerin Fadge, die nebulöse Vorschläge von phantastischen Bühnenbildern entwirft, was alle noch mehr verwirrt. Obwohl niemand weiß, wer die anfallenden Kosten übernimmt und ob überhaupt eine Gage gezahlt werden kann, wollen alle Protagonisten bleiben und die Inszenierung wagen.
Sie beginnen am nächsten Morgen zu proben, doch es zeichnen sich bereits bei der Leseprobe viele Komplikationen ab. Dies setzt sich in den Folgetagen fort. Carnforth hat ein Alkoholproblem und kann sich oft seinen Text nicht merken. Tom besteht darauf, für jede seiner Rollen einen besonderen Akzent zu verwenden, was Joe fast in den Wahnsinn treibt. Henry ist die Inszenierung zu spröde und Ninas schlechte Sehkraft verursacht mehrfach Probenunfälle. Fadge kann sich nicht auf eine zeitliche Einordnung der Kostüme festlegen, stellt als Bühnenbild den leeren Kirchenraum vor und vernebelt zu jeder Szene die Bühne. Molly, die versucht Joe den Rücken frei zu halten, muss offenbaren, dass der Vermieter eine weitere Wochenmiete verlangt hat und noch keine einzige Eintrittskarte verkauft wurde. Die Inszenierung steht noch vor der ersten Aufführung vor dem Ruin.
Vernon bietet an, Flugblätter für die Aufführung in einem Hotel, dass ihn für Soloabende gebucht hat, zu verteilen und Eintrittskarten zu verkaufen. Molly unterstützt Joe bei der Regiearbeit, spielt für ihn während der Proben den Hamlet und hilft Farge bei den Kostümen. Alle strengen sich an, dass die Aufführung ein Erfolg wird. Sogar menschlich kommen sich die Protagonisten durch ihre heikle Situation näher. Der steife Henry und der extravagante Terry lernen allmählich, sich gegenseitig zu tolerieren, weil sie beide den Shaekespeare-Darsteller Henry Irving lieben. Nina setzt in den Proben nun ihre Brille auf, um die Unfälle zu vermeiden, Tom versucht es mit weniger Akzent und mehr Pathos und Vernon macht allen Akteuren Mut.
Terry bricht in einer Probenszene zusammen. Er enthüllt Henry, dass er einen Sohn hat, der ihm völlig fremd ist und dass er sehr darunter leidet. In der Abendprobe ereifert sich Tom wegen Carnforths ständiger Textunsicherheiten, Joes chaotischer Regie und Vernons sinnloser Filmerei der Proben. Auch Joe hat die Nase voll. Er will wegen all dieser Probleme die Inszenierung abbrechen. Doch Henry und Molly beruhigen und ermuntern ihn, trotz aller Probleme weiterzumachen. Sie wollen es gemeinsam noch einmal ernsthaft versuchen, das Stück vernünftig auf die Bühne zu bringen.
Da Joe nun bei den Proben den Hamlet selbst spielt, verbessert sich die Situation erheblich. Alle spielen, als ginge es um ihr Leben und sind begeistert vom Ergebnis. Sogar Fadge hat angeblich endlich eine neue Idee für die Beleuchtung. Vernon offenbart Joe, dass alle Geld zusammengelegt hätten. Molly konnte den Vermieter auszahlen und den Vorstellungsabend sichern.
Joe telefoniert am Abend vor der Aufführung mit seiner Agentin, die ihm mitteilt, dass die amerikanische Produzentin (Crawford) ihm einen Vertrag über drei Science-Fiction-Filme angeboten hat. Doch bevor sie ihm die Vertragsbedingungen erläutern kann, legt er auf. Er ist begeistert und spendiert der Truppe Champagner. Die Stimmung ist gelöst und jeder freut sich auf die Vorstellung am nächsten Tag. Alle sprechen sich Mut zu und Fadge hat den kolossalen Einfall, Pappfiguren als Publikum in den Sitzreihen zu drapieren, weil so wenig Karten verkauft wurden.
Am Morgen des Heiligabend findet die letzte technische Probe statt, bei der alles im dichten Nebel von Fagdes Rauchmaschine versinkt, doch man bleibt optimistisch.
Joes Agentin, taucht am Nachmittag in der Kirche auf um ihm mitzuteilen, dass er noch heute mit der Produzentin nach LA fliegen müsse, weil die Dreharbeiten zum Since-Fiction-Drama am zweiten Weihnachtsfeiertag in Hollywood beginnen sollen. Das könne er nach einem Jahr Arbeitslosigkeit nicht ablehnen. Das bedeutet aber, dass er bei der Aufführung nicht dabei sein kann. Alle schauen entsetzt und stumm auf Joe, als er ihnen das Dilemma erklärt. Das Ensemble ist fassungslos. Nur die in Joe verliebte Nina versucht unter Tränen ihn zurückzuhalten. Doch ohne Erfolg. Jeder verabschiedet sich auf seine Art von Joe und alle sind tief enttäuscht. Molly erklärt sich bereit, die Rolle des Hamlet zu übernehmen, weil nach all den Proben und vielen überwundenen Hindernissen eine Absage der Aufführung nicht in Frage kommen kann. Alle bereiten sie sich im Anschluss mit Freude auf die abendliche Vorstellung vor.
Am Abend trifft das Publikum langsam in der Kirche ein. Unter den Gästen sitzen neben Fadge Pappzuschauern auch Carnforths Mutter, Ninas Vater und Tim, Terrys Sohn.
Crawford, Margaretta und ein Reporter der London Tines treffen ebenfalls mit viel Getöse ein. Sie haben spontan ihren Flug nach LA verschoben, was niemand so recht begreift. Das Stück beginnt vehement und während der ersten Szene, in der Hamlet auftaucht, kehrt auch Joe in die Kirche zurück und übernimmt zur Überraschung der Schauspieltruppe wieder seine Rolle. Jeder gibt sein Bestes und die Inszenierung wird ein rauschender Erfolg, bei der das Publikum begeistert mitgeht und am Ende frenetisch jubelt. Hinter der Bühne beglückwünschen sich alle gegenseitig zur gelungenen Vorstellung. Carnforths Mutter trifft ihren Sohn und lobt ihn für seine Darstellung. Auch Terrys Sohn erscheint, ist stolz auf seinen Vater und will mit seiner Mutter und Freundin zur nächsten Vorstellung kommen. Terry ist tief gerührt. Crawford enthüllt, dass sie sich die Aufführung nur angesehen hat, um zu begreifen, warum Joe ihr Film-Angebot ausschlug. Sie bietet nun Tom die Rollen Joes in den geplanten Filmen an. Er soll unbedingt Fadge als Designerin mitbringen. Alle freuen sich für Tom und Fadge. Auch Ninas Vater erscheint und ist begeistert von der Darstellung seiner Tochter, die sich freut in der Schauspieltruppe eine neue Familie gefunden zu haben.
Beim improvisierten Premierenball tanzen alle, und Nina gesteht Joe ihre Liebe. „Frohe Weihnachten“ klingt es zum Abschluss aus der weihnachtlich beleuchteten Kirche.

## Kritiken
James Berardinelli lobte den Film mit dreieinhalb von vier Sternen und erklärte: „Kein aktueller Filmemacher scheint Shakespeare so sehr zu lieben und zu verstehen wie Branagh, und nie war seine Zuneigung zu dem Barden so offensichtlich wie hier. Dieser Film ist eine gelungene Komödie, eine Satire und bis zu einem gewissen Grad sogar ein mildes Melodram über die Wahl zwischen einem Gehaltsscheck und der Ernährung der Seele.“ Berardinelli schlussfolgert: „Jeder, der sich nach ‚Frankenstein‘ Gedanken über Branaghs Zukunft gemacht hat, kann seine Bedenken in den Wind schlagen. Mit ‚A Midwinter’s Tale‘, einem Film, der achtundneunzig Minuten reinen Spaß bietet und die Redewendung ‚Das Stück ist das Ding‘ neu interpretiert, ist er wieder ganz oben in der Independent-Arena.“
Rolf-Ruediger Hamacher schrieb im Filmdienst: „Eine von einem ausgelassen aufspielenden Darsteller-Ensemble vorgetragene ‚Liebeserklärung an das Theater‘, die trotz ihrer komödiantischen Grundstimmung auch die ernsten Seiten des Schauspielerdaseins beleuchtet. Präzise in der Charakterzeichnung, stilsicher inszeniert und ausgezeichnet fotografiert, gestattet der Film einen nachdenklich-ironischen Blick hinter die Kulissen.“ Und weiter heißt es: „Diese Liebeserklärung an das Theater fällt auch deshalb so überzeugend aus, weil Branagh Schauspieler zur Verfügung standen, die ihre Rollen zu leben scheinen, und die mit ihrer Spielfreude selbst Darstellerinnen wie die Hollywood-Altdiva Joan Collins mitzureißen verstehen. Michael Maloney ist zwar der ‚Star‘ der Truppe (und des Films), aber Branaghs einfühlsame Regie nimmt ihn immer so weit zurück, daß er die anderen nie an die Wand spielt. Eine großartige Ensembleleistung, eingefangen von einer genau beobachtenden, auf jeden grellen Effekt verzichtenden Schwarz-Weiß-Kamera.“
Das Neue Deutschland schrieb in der Ausgabe vom 21. Dezember 1995: „Zu Erholungszwecken drehte der gefeierte, aber auch gestreßte Shakespeare-Interpret Kenneth Branagh mit wenig Geld und guten Freunden eine Klamotte: Über den kleinen Künstler, wie er leibt, liebt und lebt. Branagh hat den kleinen Künstler und seine großen Eitelkeiten von Herzen gern. Darum veräppelt er ihn erst nach Kräften und läßt ihn dann märchenhaft auferstehen: ‚Ein Winternachtstraum‘ […] Branagh inszeniert den Jahrmarkt der Eitelkeiten – Mailänder Scala in Taschenausgabe, die Truppen-Turbulenzen und das Theater der Sonderlinge mit manch gut abgeschossener Pointe und reichlich Kalauern. Die kleinen Künstler schenken einander nichts. Keine Wehwehchen, keine Macken, keine Stänkerei, nach und nach menscheln sie sich aber frei…“